# Telmatoscopus nsawamensis
Telmatoscopus nsawamensis és una espècie d'insecte dípter pertanyent a la família dels psicòdids que es troba a Àfrica: Ghana.